# Oncholaimus notoviridis
Oncholaimus notoviridis is een rondwormensoort uit de familie van de Oncholaimidae.